# Durant (Iowa)
Durant es una ciudad repartida entre los condados de Cedar, Muscatine y Scott, en el estado de Iowa, Estados Unidos. Según el censo de 2010 tenía una población de 1.832 habitantes.

## Geografía
Según la Oficina del Censo de los Estados Unidos, la localidad tiene un área total de 2,98 km², la totalidad de los cuales 2,98 km² corresponden a tierra firme.

## Demografía
Según el censo de 2010, había 1.832 personas residiendo en la localidad. La densidad de población era de 614,77 hab./km². Había 783 viviendas con una densidad media de 262,75 viviendas/km². El 98,03% de los habitantes eran blancos, el 0,11% afroamericanos, el 0,22% amerindios, el 0,33% asiáticos, el 0,33% de otras razas, y el 0,98% pertenecía a dos o más razas. El 1,69% de la población eran hispanos o latinos de cualquier raza.